# أورورا (أسطورة)
أورورا (بالإنجليزية: Aurora) هي التشخيص الروماني للفجر. وهي المقابلة الرومانية للربة الإغريقية إيوس. تظهر أورورا على شكل امرأة جميلة تطير عبر السماء معلنة وصول الشمس. ولأورورا أخ هو «سول» (شمس) وأخت هي «لونا» (قمر). ولها عدد من الأزواج والأبناء. أربعة أبناء هم الرياح الأربع (الشمالية والجنوبية والشرقية والغربية).

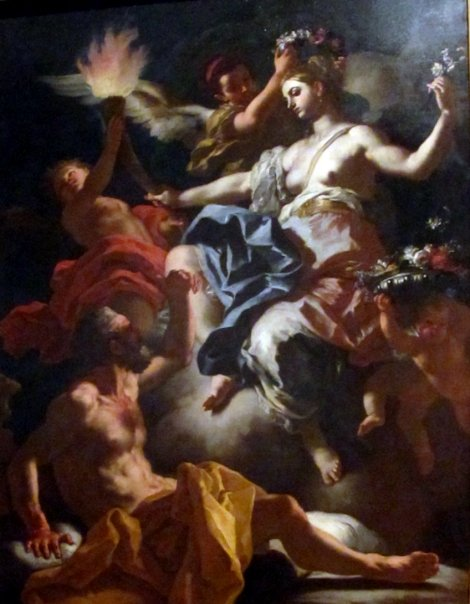
أورورا.

## التسمية
كلمة «أورورا» تعني في اللاتينية الشفق أو الفجر. عندما يتوهج نور الشفق قرب الأفق، يخيل للرائي أن الشمس تستعد للبزوغ. وقد استخدمت هذه اللفظة (أورورا) لأول مرة عام 1621، للدلالة على الأضواء الشمالية.

## الأسطورة
وتقول رواية من الروايات، إن دموعها هي التي تسبب الندى حالما تطير في السماء باكية أحد أبنائها، الذي كان قد قتل. لا شك أن أورورا لم تكن نافذة الذكاء عندما طلبت من زيوس أن يوافق على أن يكون واحد من أزواجها من الخالدين، لأنها نسيت أن تطلب منه أن يدع له الشباب الدائم. ونتيجة لذلك، صار زوجها طاعناً جداً في السن يزحف زحفاً وأصيب بالخرف. لم تكن أورورا مشهورة على نطاق واسع. على أي حال يشير شكسبير إليها في مسرحيته الشهيرة روميو وجولييت.
وإن أورورا، إلهة الفجر أحبت بشرياً شاباً اسمه «تیتونس» وقد عرض زيوس كبير الآلهة على أورورا، أن تطلب ما تشاء لحبيبها الشاب، فطلبت أورورا أن يعطيه كبير الآلهة امتياز الحياة إلى الأبد، لكنها نسيت أن تطلب له الشباب الدائم. فأصبح تيتونس، يكبر ويكبر في العمر ولم يدركه الموت، فصارت حياته لعنة بدلاً من أن تكون بركة وسعادة كما قصدت أورورا.

## أورورا في الفن

### الشفق القطبي
تتجسد أسطورة الإلهة الرومانية «أورورا» في صورة حسناء تجول عالم الأرض عند كل فجر، محلّقة في السماء من الغرب إلى الشرق، لتحمل أول شعاع ضوئي قادم من الشمس تعلن به مجيئها، وقد كان الرومان القدامى كحال الأمم السابقة مولعين بالأجرام السماوية، وكانوا ينسجون أخبارا وحكايات تروي بطولات تلك الأجرام التي تألهت على أيديهم وحذت حذو آلهة الأغريق والفراعنة وغيرهم.

### في الفن
وفي إلهة الفجر «أورورا» يقول الشاعر الروماني بوبليوس فرجيل في ملحمته الشعرية الشهيرة الإنيادة: «لقد تركت أورورا الآن فراش الزعفران، وملأت السماء بأشعة النور الباكرة».
وقد نالت كذلك نصيباً من الذكر في مسرحية «روميو وجوليت» في نصها الأصلي للأديب القدير «ويليام شكسبير»، حين استخدم الكاتب «أورورا» إشارة لمطلع الفجر وضوء الصبح المرتحل. لم تكن أورورا وحيدة في عالمها السماوي، وإنما نسبوا إليها أخوين وهما «سول» (Sol) و«لونا» (Luna) اللذين كانا يمثلان إلهي الشمس والقمر في حضارة روما القديمة. وكذلك الحال ينطبق على أضواء الشفق القطبي الذي اكتسب اسم «أورورا» لما يتشاركانه من صورة جمالية لمشهد أشعة الضوء وهي تخترق وشاح الظلام الأسود المعتم.

## لوحات
أورورا، لوحة جدارية من قبل الرسام الإيطالي جويدو ريني (1614) في قصر بالافيشيني-روسبيجليوسي، روما.
أورورا، بواسطة الرسام الباروكي الإطالي جيوفاني فرانشيسكو باربيري (1591–1666).
أورورا، بواسطة أوديلون ريدون Odilon Redon (1840 - 1916).
أورورا، بواسطة دينيس بويك (1854-1942) نحات فرنسي.
أورورا، بواسطة الرسام الإنجليزي هربرت جيمس درابر "1900,”The Gates of Dawn “